# Laura Urbina
Laura Urbina Muñoz (Toledo, 1976) es una escritora española.

## Biografía
Originaria de Santa Cruz de la Zarza (Toledo), Laura Urbina es profesora de matemáticas en un centro de Secundaria y Bachillerato de la Comunidad de Madrid. Su obra narrativa, desarrollada en el marco del género del relato breve, se caracteriza por la evocación del mundo clásico, la presencia de la ciencia y de la profesión educativa y el compromiso social. Hasta el momento ha publicado tres volúmenes de relatos. Ha sido finalista del II Certamen Literario para docentes del Museo del Prado en 2015 y del XX Premio Setenil al mejor libro de relatos publicado en España en 2023.

## Obra narrativa

### Libros de relatos
- La crisis y veintidós cuentos más, Madrid: Ediciones Libertarias, 2016.[5]
- Los sin refugio, Madrid: Ediciones Libertarias, 2019.[6]
- Los cuentos de Mendeleiev, Tegueste: Baile del Sol, 2022.[7][8]

### Antologías en las que aparece
- XVI Certamen de Relatos Breves. Mujeres, prólogo de Yurena González Herrera, Santa Cruz de Tenerife: Ayuntamiento de Santa Cruz de Tenerife, 2021.[9]

## Premios y galardones
- 2015: Finalista II Concurso literario para docentes convocado por el Museo del Prado, con el relato Unidades de tiempo sobre la obra de El cambista y su mujer de Van Reymerswale.
- 2018:Finalista en el X Concurso de microrrelatos "De paseo por el Prado y el Retiro", Bibliotecas Públicas y Municipales de Madrid con Nadie hace pie en la Laguna Estigia.

- 2021: Finalista del Certamen de relatos breves "Mujeres", convocado por el Ayuntamiento de Santa Cruz de Tenerife, con el relato Pénelope.

- 2021: XIV Certamen de relatos breves "El tren y el viaje", Renfe.

- 2023: Finalista del Premio Setenil al mejor libro de relatos con la obra Los cuerpos de Mendeleiev (Editorial El baile del Sol).

- 2025: Primer premio de Poesia, V Certamen literario Miguel Hernandez, Asamblea de Leganés por la República.